# Ronde van Langkawi 2014
De 19e editie van de Ronde van Langkawi was een wielerwedstrijd van 27 februari tot en met 8 maart 2014 met start in Langkawi en finish in Kuala Terengganu. De ronde maakte deel uit van de UCI Asia Tour 2014, in de wedstrijdcategorie 2.HC. De uittredend winnaar was de Colombiaan Julián Arredondo. Dit jaar won de Iraniër Mirsamad Poorseyedigolakhour, nadat hij de macht greep in de koninginnenrit.

## Deelnemende ploegen
| WorldTour          | ProContinentaal    | Continentaal          | Nationaal |
| ------------------ | ------------------ | --------------------- | --------- |
| Astana             | Androni Giocattoli | Terengganu            | Maleisië  |
| Belkin Pro Cycling | Colombia           | Aisan Racing Team     | Indonesië |
| Europcar           | MTN-Qhubeka        | CCN Cycling Team      |           |
| Katjoesja          | Unitedhealthcare   | Giant-Champion System |           |
| Orica-GreenEdge    | Yellow Fluo        | HKSI Pro Cycling Team |           |
| Tinkoff-Saxo       |                    | OCBC Singapore        |           |
|                    |                    | Synergy Baku          |           |
|                    |                    | Tabriz Petrochemical  |           |

## Startlijst
| Belkin Pro Cycling | Astana | Orica-GreenEdge |
| - 1. Theo Bos - 2. Graeme Brown - 3. Rick Flens - 4. Jack Bobridge - 5. Steven Kruijswijk - 6. Dennis van Winden                                                  | - 11. Aleksandr Djatsjenko - 12. Andrea Guardini - 14. Dmitri Groezdev - 15. Daniil Fominykh - 16. Arman Kamysjev - 17. Roeslan Tleoebajev    | - 21. Sam Bewley - 22. Esteban Chaves - 23. Aidis Kruopis - 24. Brett Lancaster - 25. Pieter Weening - 26. Damien Howson                                                                       |
| Katjoesja | Tinkoff-Saxo | Team Europcar |
| - 31. Pavel Broett - 32. Petr Ignatenko - 33. Marco Haller - 34. Pavel Kotsjetkov - 35. Aleksandr Porsev - 36. Aleksandr Rybakov                                  | - 41. Jay McCarthy - 42. Jesper Hansen - 43. Michael Kolář - 44. Michael Valgren Andersen - 45. Paweł Poljański - 46. Jevgeni Petrov          | - 51. Natnael Berhane - 52. Antoine Duchesne - 53. Romain Guillemois - 54. Christophe Kern - 55. Morgan Lamoisson - 56. Yannick Martinez                                                       |
| Colombia | Androni Giocattoli | MTN-Qhubeka |
| - 61. Duber Quintero - 62. Robinson Chalapud - 63. Fabio Duarte - 64. Leonardo Duque - 65. Jeffrey Romero - 66. Juan Pablo Valencia                               | - 71. Kenny van Hummel - 72. Carlos Ochoa - 73. Patrick Facchini - 74. Omar Bertazzo - 75. Alessio Taliani - 76. Gianfranco Zilioli           | - 81. Jacques Janse Van Rensburg - 82. John-Lee Augustyn - 83. Louis Meintjes - 84. Merhawi Kudus - 85. Tsgabu Grmay (Ethiopisch kampioen) - 86. Youcef Reguigui                               |
| Unitedhealthcare | Yellow Fluo | Terengganu |
| - 91. Carlos Alzate - 92. Isaac Bolivar - 93. Jonathan Clarke - 94. Robert Förster - 95. Ken Hanson - 96. Bradley White                                           | - 101. Francesco Chicchi - 102. Jonathan Monsalve - 103. Andrea Dal Col - 104. Gianni Bellini - 105. Roberto De Patre - 106. Luigi Miletta    | - 111. Hariff Salleh - 112. Mohammed Adiq Husainie Othman - 113. Mohd Zamri Saleh - 114. Mohd Saiful Anuar Aziz - 115. Mohammad Saufi Mat Senan - 116. Anuar Manan                             |
| Aisan Racing Team | OCBC Singapore | Tabriz Petrochemical |
| - 121. Takeaki Ayabe - 122. Taiji Nishitani - 123. Kazuhiro Mori - 124. Shinpei Fukuda - 125. Masakazu Ito - 126. Yoshimitsu Hiratsuka                            | - 131. Thomas Rabou - 132. Ying Hon Heung - 133. Rico Rogers - 134. Ji Wen Low (Singaporees kampioen) - 135. Choon Huat Goh - 136. Junrong Ho | - 141. Ghader Mizbani (Iraans kampioen) - 142. Mahdi Sohrabi - 143. Amir Kolahdozhagh - 144. Vahid Ghaffari - 145. Pourseyedigolakhour Mirsamad - 146. Behnam Khalili                          |
| Synergy Baku | CCN Cycling Team | Giant-Champion System |
| - 151. Elçin Əsədov (Azerbeidzjaans kampioen) - 152. Matthew Brammeier - 153. Tural İsgəndərov - 154. Daniel Klemme - 155. Patrick Lane - 156. Michael Schweizer  | - 161. Lex Nederlof - 162. Hari Fitrianto - 163. John Ebsen - 164. Ariya Phounsavath - 165. Rob Gitelis - 166. Jason Christie                 | - 171. Zhi Hui Jiang - 172. Jing Yang - 173. Chao Hua Xue - 174. Ying Chuan Gu - 175. Li Jun Bai - 176. Yi Hui Ni                                                                              |
| Indonesië | HKSI Pro Cycling Team | Maleisië |
| - 181. Aiman Cahyadi (Indonesisch kampioen) - 182. Bambang Suryadi - 183. Robin Manulang - 184. Endra Wijaya - 185. Agung Ali Sahbana - 186. Heksa Priya Prasetya | - 191. Siu Wai Ko - 192. Burr Ho - 193. Kwong Lau - 194. Ching Yin Mow - 195. King Wai Cheung (Hongkongs kampioen) - 196. Lok Chun Wu         | - 201. Mohd Rauf Nur Misbah - 202. Muhammad Fauzan Ahmad Lutfi (Maleisisch kampioen) - 203. Abdul Rashid Ibrahim - 204. Suhardi Hassan - 205. Mohd Nor Rizuan Zainal - 206. Amirul Anuar Jafri |

## Etappe-overzicht
| etappe | datum       | start             | finish            | afstand  | winnaar                      | klassementsleider            |
| ------ | ----------- | ----------------- | ----------------- | -------- | ---------------------------- | ---------------------------- |
| 1e     | 27 februari | Langkawi          | Langkawi          | 101,1 km | Duber Quintero               | Duber Quintero               |
| 2e     | 28 februari | Sungai Petani     | Taiping           | 132,5 km | Theo Bos                     | Duber Quintero               |
| 3e     | 1 maart     | Kampar            | Kuala Lumpur      | 166,5 km | Andrea Guardini              | Duber Quintero               |
| 4e     | 2 maart     | Subang Jaya       | Genting Highlands | 110,9 km | Mirsamad Poorseyedigolakhour | Mirsamad Poorseyedigolakhour |
| 5e     | 3 maart     | Karak             | Rembau            | 139,9 km | Bradley White                | Mirsamad Poorseyedigolakhour |
| 6e     | 4 maart     | Malakka           | Pontian           | 199,1 km | Kenny van Hummel             | Mirsamad Poorseyedigolakhour |
| 7e     | 5 maart     | Kota Tinggi       | Pekan             | 230,1 km | Theo Bos                     | Mirsamad Poorseyedigolakhour |
| 8e     | 6 maart     | Kuantan           | Marang            | 202,6 km | Theo Bos                     | Mirsamad Poorseyedigolakhour |
| 9e     | 7 maart     | Bandar Permaisuri | Kuala Terengganu  | 111,1 km | Theo Bos                     | Mirsamad Poorseyedigolakhour |
| 10e    | 8 maart     | Tasik Kenyir      | Kuala Terengganu  | 103,1 km | Andrea Guardini              | Mirsamad Poorseyedigolakhour |

## Etappes

### 1e etappe

#### Verloop
Een kopgroep van vier renners, bestaande uit Duber Quintero, Jonathan Clarke, Matthew Brammeier en Choon Huat Goh, kreeg vrijgeleide van het peloton. In de laatste kilometers wist Quintero weg te springen bij zijn medevluchters en de zege te grijpen.3
Het peloton kwam ruim een minuut na Quintero over de streep. Andrea Guardini won de sprint voor plek vijf, Kenny van Hummel werd zevende.
| Langkawi - Langkawi (101,1 km) |                   |                    |          |
| Plaats                         | Naam              | Ploeg              | Tijd     |
| Winnaar                        | Duber Quintero    | Colombia           | 2u21'40" |
| 2                              | Matthew Brammeier | Synergy Baku       | + 11"    |
| 3                              | Jonathan Clarke   | Unitedhealthcare   | z.t.     |
| 4                              | Choon Huat Goh    | OCBC Singapore     | + 15"    |
| 5                              | Andrea Guardini   | Astana             | + 1'18"  |
| 6                              | Anuar Manan       | Terengganu         | z.t.     |
| 7                              | Kenny van Hummel  | Androni Giocattoli | z.t.     |
| 8                              | Michael Kolář     | Tinkoff-Saxo       | z.t.     |
| 9                              | Michael Schweizer | Synergy Baku       | z.t.     |
| 10                             | Aidis Kruopis     | Orica-GreenEdge    | z.t.     |

| Algemeen klassement |                   |                    |          |
| Plaats              | Naam              | Ploeg              | Tijd     |
| Gele trui           | Duber Quintero    | Colombia           | 2u21'21" |
| 2                   | Jonathan Clarke   | Unitedhealthcare   | + 22"    |
| 3                   | Matthew Brammeier | Synergy Baku       | + 24"    |
| 4                   | Choon Huat Goh    | OCBC Singapore     | + 33"    |
| 5                   | Andrea Guardini   | Astana             | + 1'37"  |
| 6                   | Anuar Manan       | Terengganu         | z.t.     |
| 7                   | Kenny van Hummel  | Androni Giocattoli | z.t.     |
| 8                   | Michael Kolář     | Tinkoff-Saxo       | z.t.     |
| 9                   | Michael Schweizer | Synergy Baku       | z.t.     |
| 10                  | Aidis Kruopis     | Orica-GreenEdge    | z.t.     |

### 2e etappe

#### Verloop
Een kopgroep van zes renners vertrokken direct na de start. Junrong Ho, Behnam Khalili, Elçin Əsədov, Tural İsgəndərov, Jiang Zhi Hui en Rashid Ibrahim kozen het ruime sop en kregen een maximale voorsprong van vijf en een halve minuut. Na het lozen van Jiang en Ibrahim nam Astana het heft in handen in het peloton.
De Kazachse formatie kreeg hulp voor in het peloton van Yellow Fluo en Orica-GreenEdge, waardoor op twintig kilometer nog slechts twee minuten de kopgroep scheidden van het pak. Een massasprint lag in het vooruitzicht nadat de kopgroep ingerekend werd tegen het einde van de rit. Elçin Əsədov probeerde nog uit de greep te blijven van het peloton, maar hij werd bijtijds teruggepakt.
Belkin Pro Cycling en Androni Giocattoli meldden zich in de slotkilometers op kop van het peloton. De Nederlandse ploeg deed dat voor Theo Bos, Kenny van Hummel was het speerpunt voor de Italianen. Twee valpartijen in de laatste kilometer ontregelden de sprint. In de bochtige finale wist Belkin goed van voren te blijven en Theo Bos naar de zege te loodsen.
| Sg. Petani - Taiping (132,5 km) |                   |                    |          |
| Plaats                          | Naam              | Ploeg              | Tijd     |
| Winnaar                         | Theo Bos          | Belkin Pro Cycling | 3u11'11" |
| 2                               | Graeme Brown      | Belkin Pro Cycling | z.t.     |
| 3                               | Marco Haller      | Katjoesja          | z.t.     |
| 4                               | Aidis Kruopis     | Orica-GreenEdge    | z.t.     |
| 5                               | Michael Kolář     | Tinkoff-Saxo       | z.t.     |
| 6                               | Rico Rogers       | OCBC Singapore     | z.t.     |
| 7                               | Youcef Reguigui   | MTN-Qhubeka        | z.t.     |
| 8                               | Matthew Brammeier | Synergy Baku       | z.t.     |
| 9                               | Taiji Nishitani   | Aisan Racing Team  | z.t.     |
| 10                              | Pavel Kotsjetkov  | Katjoesja          | z.t.     |

| Algemeen klassement |                   |                       |          |
| Plaats              | Naam              | Ploeg                 | Tijd     |
| Gele trui           | Duber Quintero    | Colombia              | 5u32'32" |
| 2                   | Jonathan Clarke   | Unitedhealthcare      | + 22"    |
| 3                   | Matthew Brammeier | Synergy Baku          | + 24"    |
| 4                   | Choon Huat Goh    | OCBC Singapore        | + 33"    |
| 5                   | Theo Bos          | Belkin Pro Cycling    | + 1'27"  |
| 6                   | Behnam Khalili    | Tabriz Petrochemical  | + 1'28"  |
| 7                   | Graeme Brown      | Belkin Pro Cycling    | + 1'31"  |
| 8                   | Elçin Əsədov      | Synergy Baku          | z.t.     |
| 9                   | Zhi Hui Jiang     | Giant-Champion System | + 1'35"  |
| 10                  | Junrong Ho        | OCBC Singapore        | + 1'36"  |

### 3e etappe

#### Verloop
Nederlander Thomas Rabou reed de hele dag vooraan in de kopgroep. De renner van OCBC Singapore had gezelschap Jacques Janse Van Rensburg, Mohammad Saufi Mat Senan, Matthew Brammeier en Bradley White. De vijfkoppige vluchtersgroep kreeg een maximale voorsprong van bijna zes minuten.
De aanvallers maakten de koers spannend. Met nog acht kilometer te gaan, had de groep nog één minuut voorsprong op het peloton. Onder leiding van Belkin Pro Cycling werd het vijftal echter op tijd ingerekend. In de spurt was Andrea Guardini vervolgens de beste. De Italiaan kwam in de tweede etappe nog hard ten val, maar bleek vandaag voldoende hersteld.
| Kampar - Kuala Lumpur (166,5 km) |                   |                      |          |
| Plaats                           | Naam              | Ploeg                | Tijd     |
| Winnaar                          | Andrea Guardini   | Astana               | 3u40'38" |
| 2                                | Theo Bos          | Belkin Pro Cycling   | z.t.     |
| 3                                | Yannick Martinez  | Europcar             | z.t.     |
| 4                                | Aidis Kruopis     | Orica-GreenEdge      | z.t.     |
| 5                                | Kenny van Hummel  | Androni Giocattoli   | z.t.     |
| 6                                | Rico Rogers       | OCBC Singapore       | z.t.     |
| 7                                | Francesco Chicchi | Yellow Fluo          | z.t.     |
| 8                                | Daniel Klemme     | Synergy Baku         | z.t.     |
| 9                                | Behnam Kahlili    | Tabriz Petrochemical | z.t.     |
| 10                               | Youcef Reguigui   | MTN-Qhubeka          | z.t.     |

| Algemeen klassement |                   |                      |          |
| Plaats              | Naam              | Ploeg                | Tijd     |
| Gele trui           | Duber Quintero    | Colombia             | 9u13'10" |
| 2                   | Matthew Brammeier | Synergy Baku         | + 19"    |
| 3                   | Jonathan Clarke   | Unitedhealthcare     | + 22"    |
| 4                   | Choon Huat Goh    | OCBC Singapore       | + 33"    |
| 5                   | Theo Bos          | Belkin Pro Cycling   | + 1'21"  |
| 6                   | Andrea Guardini   | Astana               | + 1'27"  |
| 7                   | Behnam Khalili    | Tabriz Petrochemical | + 1'28"  |
| 8                   | Thomas Rabou      | OCBC Singapore       | + 1'29"  |
| 9                   | Graeme Brown      | Belkin Pro Cycling   | + 1'31"  |
| 10                  | Elçin Əsədov      | Synergy Baku         | z.t.     |

### 4e etappe

#### Verloop
Omar Bertazzo was de eerste aanvaller van de dag. Na 17 kilometer kreeg de Italiaan van Androni Giocattoli het gezelschap van zes medevluchters. Tien kilometer later werd er een kopgroep van 31 renners gevormd met daarbij Nederlanders Theo Bos, Steven Kruijswijk en Thomas Rabou.
De 31 vluchters kregen het vrijgeleide van het peloton. Hun voorsprong groeide uit tot vier minuten na 47 kilometer koers. Europcar en Tinkoff-Saxo achtervolgden in het peloton maar zij kwam nauwelijks dichter. Aan de voet van de slotklim naar Genting Highlands was de voorsprong geruststellend voor de vluchters. De ritwinnaar en nieuwe leider zat vooraan.
Isaac Bolivar zette als eerste vluchter de aanval in, maar de Colombiaan werd bijgehaald door de Iraniër Mirsamad Poorseyedigolakhour van het bescheiden Tabriz Petrochemical en de 20-jarige Merhawi Kudus van MTN-Qhubeka. In de slotkilometer reed de Iraniër weg van zijn medevluchters.
| Subang Jaya - Genting Highlands (110,9 km) |                              |                      |          |
| Plaats                                     | Naam                         | Ploeg                | Tijd     |
| Winnaar                                    | Mirsamad Poorseyedigolakhour | Tabriz Petrochemical | 2u54'44" |
| 2                                          | Merhawi Kudus                | MTN-Qhubeka          | + 4"     |
| 3                                          | Isaac Bolivar                | Unitedhealthcare     | + 5"     |
| 4                                          | Esteban Chaves               | Orica-GreenEdge      | + 10"    |
| 5                                          | Petr Ignatenko               | Katjoesja            | + 26"    |
| 6                                          | Jacques Janse Van Rensburg   | MTN-Qhubeka          | + 34"    |
| 7                                          | Steven Kruijswijk            | Belkin Pro Cycling   | + 46"    |
| 8                                          | Gianfranco Zilioli           | Androni Giocattoli   | + 59"    |
| 9                                          | Vahid Ghaffari               | Tabriz Petrochemical | + 1'17"  |
| 10                                         | Carlos Quintero              | Colombia             | + 1'36"  |

| Algemeen klassement |                              |                      |           |
| Plaats              | Naam                         | Ploeg                | Tijd      |
| Gele trui           | Mirsamad Poorseyedigolakhour | Tabriz Petrochemical | 12u09'21" |
| 2                   | Merhawi Kudus                | MTN-Qhubeka          | + 8"      |
| 3                   | Isaac Bolivar                | Unitedhealthcare     | + 11"     |
| 4                   | Esteban Chaves               | Orica-GreenEdge      | + 20"     |
| 5                   | Petr Ignatenko               | Katjoesja            | + 36"     |
| 6                   | Jacques Janse Van Rensburg   | MTN-Qhubeka          | + 40"     |
| 7                   | Steven Kruijswijk            | Belkin Pro Cycling   | + 52"     |
| 8                   | Gianfranco Zilioli           | Androni Giocattoli   | + 1'09"   |
| 9                   | Vahid Ghaffari               | Tabriz Petrochemical | + 1'27"   |
| 10                  | Carlos Quintero              | Colombia             | + 1'46"   |

### 5e etappe

#### Verloop
Het was de derde dag op rij dat Bradley White de aanval koos. Ditmaal wist de Amerikaan het wel af te maken. Hij klopte de Nederlander Thomas Rabou met drie fietslengtes in de sprint. De derde man in de vroege vlucht was de 22-jarige Zuid-Afrikaans kampioen, Louis Meintjes. Hij strandde op 4 seconden van de winnaar.
| Karak - Rembau (139,9 km) |                  |                    |          |
| Plaats                    | Naam             | Ploeg              | Tijd     |
| Winnaar                   | Bradley White    | Unitedhealthcare   | 3u03'28" |
| 2                         | Thomas Rabou     | OCBC Singapore     | z.t.     |
| 3                         | Louis Meintjes   | MTN-Qhubeka        | + 4"     |
| 4                         | Michael Kolář    | Tinkoff-Saxo       | + 1'15"  |
| 5                         | Rico Rogers      | OCBC Singapore     | z.t.     |
| 6                         | Omar Bertazzo    | Androni Giocattoli | z.t.     |
| 7                         | Kenny van Hummel | Androni Giocattoli | z.t.     |
| 8                         | Youcef Reguigui  | MTN-Qhubeka        | z.t.     |
| 9                         | Aleksandr Porsev | Katjoesja          | z.t.     |
| 10                        | Daniel Klemme    | Synergy Baku       | z.t.     |

| Algemeen klassement |                              |                      |           |
| Plaats              | Naam                         | Ploeg                | Tijd      |
| Gele trui           | Mirsamad Poorseyedigolakhour | Tabriz Petrochemical | 15u14'04" |
| 2                   | Merhawi Kudus                | MTN-Qhubeka          | + 8"      |
| 3                   | Isaac Bolivar                | Unitedhealthcare     | + 11"     |
| 4                   | Esteban Chaves               | Orica-GreenEdge      | + 20"     |
| 5                   | Petr Ignatenko               | Katjoesja            | + 36"     |
| 6                   | Jacques Janse Van Rensburg   | MTN-Qhubeka          | + 40"     |
| 7                   | Steven Kruijswijk            | Belkin Pro Cycling   | + 52"     |
| 8                   | Gianfranco Zilioli           | Androni Giocattoli   | + 1'09"   |
| 9                   | Vahid Ghaffari               | Tabriz Petrochemical | + 1'27"   |
| 10                  | Louis Meintjes               | MTN-Qhubeka          | + 1'41"   |

### 6e etappe

#### Verloop
De eerste aanvallers van de dag waren Natnael Berhane, Carlos Alzate en Jonathan Monsalve. Het drietal werd snel weer ingerekend door het peloton. 70 kilometer later gingen Yannick Martinez en Elçin Əsədov in de aanval.
Het tweetal kreeg het vrijgeleide van het peloton, maar Yannick Martinez liet zich terugzakken tot in de grote groep. Elçin Əsədov bleef zo alleen over. Zijn voorsprong groeide tot maximaal 4 minuten.
Alles kwam uiteindelijk echter terug samen en het peloton maakte zich op een massasprint. De sprintvoorbereiding verliep chaotisch, geen enkele ploeg nam de bovenhand. Belkin Pro Cycling begon te vroeg met hun lead-out voor Theo Bos, terwijl Omar Bertazzo zijn ploegmaat Kenny van Hummel perfect afzette.
| Malakka - Pontian (199,1 km) |                   |                    |          |
| Plaats                       | Naam              | Ploeg              | Tijd     |
| Winnaar                      | Kenny van Hummel  | Androni Giocattoli | 4u29'46" |
| 2                            | Aidis Kruopis     | Orica-GreenEdge    | z.t.     |
| 3                            | Ken Hanson        | Unitedhealthcare   | z.t.     |
| 4                            | Robert Förster    | Unitedhealthcare   | z.t.     |
| 5                            | Michael Kolář     | Tinkoff-Saxo       | z.t.     |
| 6                            | Francesco Chicchi | Yellow Fluo        | z.t.     |
| 7                            | Andrea Guardini   | Astana             | z.t.     |
| 8                            | Youcef Reguigui   | MTN-Qhubeka        | z.t.     |
| 9                            | Morgan Lamoisson  | Europcar           | z.t.     |
| 10                           | Anuar Manan       | Terengganu         | z.t.     |

| Algemeen klassement |                              |                      |           |
| Plaats              | Naam                         | Ploeg                | Tijd      |
| Gele trui           | Mirsamad Poorseyedigolakhour | Tabriz Petrochemical | 19u43'50" |
| 2                   | Merhawi Kudus                | MTN-Qhubeka          | + 8"      |
| 3                   | Isaac Bolivar                | Unitedhealthcare     | + 11"     |
| 4                   | Esteban Chaves               | Orica-GreenEdge      | + 20"     |
| 5                   | Petr Ignatenko               | Katjoesja            | + 36"     |
| 6                   | Jacques Janse Van Rensburg   | MTN-Qhubeka          | + 40"     |
| 7                   | Steven Kruijswijk            | Belkin Pro Cycling   | + 52"     |
| 8                   | Gianfranco Zilioli           | Androni Giocattoli   | + 1'09"   |
| 9                   | Vahid Ghaffari               | Tabriz Petrochemical | + 1'27"   |
| 10                  | Louis Meintjes               | MTN-Qhubeka          | + 1'41"   |

### 7e etappe

#### Verloop
In de slotkilometer was geen enkele ploeg in staat de Belkin Pro Cycling-trein te laten ontsporen. Na twee scherpe bochten in de laatste hectometers werd Theo Bos aan de kop van het peloton afgeleverd door Graeme Brown, die zag direct dat het goed zat en stak zijn handen in de lucht om de overwinning te vieren.
| Kota Tinggi - Pekan (230,1 km) |                   |                    |          |
| Plaats                         | Naam              | Ploeg              | Tijd     |
| Winnaar                        | Theo Bos          | Belkin Pro Cycling | 5u33'12" |
| 2                              | Aidis Kruopis     | Orica-GreenEdge    | z.t.     |
| 3                              | Leonardo Duque    | Colombia           | z.t.     |
| 4                              | Carlos Alzate     | Unitedhealthcare   | z.t.     |
| 5                              | Michael Kolář     | Tinkoff-Saxo       | z.t.     |
| 6                              | Ken Hanson        | Unitedhealthcare   | z.t.     |
| 7                              | Robert Förster    | Unitedhealthcare   | z.t.     |
| 8                              | Francesco Chicchi | Yellow Fluo        | z.t.     |
| 9                              | Andrea Guardini   | Astana             | z.t.     |
| 10                             | Rico Rogers       | OCBC Singapore     | z.t.     |

| Algemeen klassement |                              |                      |           |
| Plaats              | Naam                         | Ploeg                | Tijd      |
| Gele trui           | Mirsamad Poorseyedigolakhour | Tabriz Petrochemical | 25u17'02" |
| 2                   | Merhawi Kudus                | MTN-Qhubeka          | + 8"      |
| 3                   | Isaac Bolivar                | Unitedhealthcare     | + 11"     |
| 4                   | Esteban Chaves               | Orica-GreenEdge      | + 20"     |
| 5                   | Petr Ignatenko               | Katjoesja            | + 36"     |
| 6                   | Jacques Janse Van Rensburg   | MTN-Qhubeka          | + 40"     |
| 7                   | Steven Kruijswijk            | Belkin Pro Cycling   | + 52"     |
| 8                   | Gianfranco Zilioli           | Androni Giocattoli   | + 1'09"   |
| 9                   | Vahid Ghaffari               | Tabriz Petrochemical | + 1'27"   |
| 10                  | Louis Meintjes               | MTN-Qhubeka          | + 1'41"   |

### 8e etappe
| Kuantan - Marang (202,6 km) |                   |                    |          |
| Plaats                      | Naam              | Ploeg              | Tijd     |
| Winnaar                     | Theo Bos          | Belkin Pro Cycling | 5u01'58" |
| 2                           | Andrea Guardini   | Astana             | z.t.     |
| 3                           | Kenny van Hummel  | Androni Giocattoli | z.t.     |
| 4                           | Michael Kolář     | Tinkoff-Saxo       | z.t.     |
| 5                           | Robert Förster    | Unitedhealthcare   | z.t.     |
| 6                           | Aidis Kruopis     | Orica-GreenEdge    | z.t.     |
| 7                           | Daniel Klemme     | Synergy Baku       | z.t.     |
| 8                           | Yannick Martinez  | Europcar           | z.t.     |
| 9                           | Francesco Chicchi | Yellow Fluo        | z.t.     |
| 10                          | Omar Bertazzo     | Androni Giocattoli | z.t.     |

| Algemeen klassement |                              |                      |           |
| Plaats              | Naam                         | Ploeg                | Tijd      |
| Gele trui           | Mirsamad Poorseyedigolakhour | Tabriz Petrochemical | 30u19'00" |
| 2                   | Merhawi Kudus                | MTN-Qhubeka          | + 8"      |
| 3                   | Isaac Bolivar                | Unitedhealthcare     | + 11"     |
| 4                   | Esteban Chaves               | Orica-GreenEdge      | + 20"     |
| 5                   | Petr Ignatenko               | Katjoesja            | + 36"     |
| 6                   | Jacques Janse Van Rensburg   | MTN-Qhubeka          | + 40"     |
| 7                   | Steven Kruijswijk            | Belkin Pro Cycling   | + 52"     |
| 8                   | Gianfranco Zilioli           | Androni Giocattoli   | + 1'09"   |
| 9                   | Vahid Ghaffari               | Tabriz Petrochemical | + 1'27"   |
| 10                  | Louis Meintjes               | MTN-Qhubeka          | + 1'41"   |

### 9e etappe
| Bandar Permaisuri - Kuala Terengganu (111,1 km) |                   |                    |          |
| Plaats                                          | Naam              | Ploeg              | Tijd     |
| Winnaar                                         | Theo Bos          | Belkin Pro Cycling | 2u32'21" |
| 2                                               | Andrea Guardini   | Astana             | z.t.     |
| 3                                               | Aidis Kruopis     | Orica-GreenEdge    | z.t.     |
| 4                                               | Francesco Chicchi | Yellow Fluo        | z.t.     |
| 5                                               | Robert Förster    | Unitedhealthcare   | z.t.     |
| 6                                               | Michael Kolář     | Tinkoff-Saxo       | z.t.     |
| 7                                               | Leonardo Duque    | Colombia           | z.t.     |
| 8                                               | Omar Bertazzo     | Androni Giocattoli | z.t.     |
| 9                                               | Daniel Klemme     | Synergy Baku       | z.t.     |
| 10                                              | Youcef Reguigui   | MTN-Qhubeka        | z.t.     |

| Algemeen klassement |                              |                      |           |
| Plaats              | Naam                         | Ploeg                | Tijd      |
| Gele trui           | Mirsamad Poorseyedigolakhour | Tabriz Petrochemical | 30u19'00" |
| 2                   | Merhawi Kudus                | MTN-Qhubeka          | + 8"      |
| 3                   | Isaac Bolivar                | Unitedhealthcare     | + 11"     |
| 4                   | Esteban Chaves               | Orica-GreenEdge      | + 20"     |
| 5                   | Petr Ignatenko               | Katjoesja            | + 36"     |
| 6                   | Jacques Janse Van Rensburg   | MTN-Qhubeka          | + 40"     |
| 7                   | Steven Kruijswijk            | Belkin Pro Cycling   | + 52"     |
| 8                   | Gianfranco Zilioli           | Androni Giocattoli   | + 1'09"   |
| 9                   | Vahid Ghaffari               | Tabriz Petrochemical | + 1'27"   |
| 10                  | Carlos Quintero              | Colombia             | +1'37"    |

### 10e etappe
| Tasik Kenyir - Kuala Terengganu (103,1 km) |                   |                    |          |
| Plaats                                     | Naam              | Ploeg              | Tijd     |
| Winnaar                                    | Andrea Guardini   | Astana             | 2u15'55" |
| 2                                          | Aidis Kruopis     | Orica-GreenEdge    | z.t.     |
| 3                                          | Francesco Chicchi | Yellow Fluo        | z.t.     |
| 4                                          | Taiji Nishitani   | Aisan Racing Team  | z.t.     |
| 5                                          | Kenny van Hummel  | Androni Giocattoli | z.t.     |
| 6                                          | Leonardo Duque    | Colombia           | z.t.     |
| 7                                          | Jeffrey Romero    | Colombia           | z.t.     |
| 8                                          | Yannick Martinez  | Europcar           | z.t.     |
| 9                                          | Youcef Reguigui   | MTN-Qhubeka        | z.t.     |
| 10                                         | Robert Förster    | Unitedhealthcare   | z.t.     |

## Eindklassementen
| Plaats    | Naam                         | Ploeg                | Tijd      |
| --------- | ---------------------------- | -------------------- | --------- |
| Gele trui | Mirsamad Poorseyedigolakhour | Tabriz Petrochemical | 35u07'16" |
| 2         | Merhawi Kudus                | MTN-Qhubeka          | + 8"      |
| 3         | Isaac Bolivar                | Unitedhealthcare     | + 11"     |
| 4         | Esteban Chaves               | Orica-GreenEdge      | + 20"     |
| 5         | Petr Ignatenko               | Katjoesja            | + 36"     |
| 6         | Jacques Janse Van Rensburg   | MTN-Qhubeka          | + 40"     |
| 7         | Steven Kruijswijk            | Belkin Pro Cycling   | + 52"     |
| 8         | Gianfranco Zilioli           | Androni Giocattoli   | + 1'09"   |
| 9         | Vahid Ghaffari               | Tabriz Petrochemical | + 1'27"   |
| 10        | Carlos Quintero              | Colombia             | + 1'37"   |
| 11        | Louis Meintjes               | MTN-Qhubeka          | + 1'41"   |
| 12        | Jonathan Monsalve            | Yellow Fluo          | + 2'00"   |
| 13        | John Ebsen                   | CCN Cycling Team     | + 2'44"   |
| 14        | Amir Kolahdozhagh            | Tabriz Petrochemical | +3'23"    |
| 15        | Pavel Broett                 | Katjoesja            | + 3'27"   |
| 16        | Ariya Phounsavath            | CCN Cycling Team     | + 3'39"   |
| 17        | Jonathan Clarke              | Unitedhealthcare     | + 3'47"   |
| 18        | Jesper Hansen                | Tinkoff-Saxo         | + 3'52"   |
| 19        | Natnael Berhane              | Europcar             | + 4'49"   |
| 20        | Patrick Facchini             | Androni Giocattoli   | + 4'57"   |

| Plaats      | Naam            | Ploeg              | Punten |
| ----------- | --------------- | ------------------ | ------ |
| Blauwe trui | Aidis Kruopis   | Orica-GreenEdge    | 98     |
| 2           | Andrea Guardini | Astana             | 85     |
| 3           | Michael Kolář   | Tinkoff-Saxo       | 85     |
|             |                 |                    |        |
| 4           | Theo Bos        | Belkin Pro Cycling | 80     |

| Plaats    | Naam                         | Ploeg                | Punten |
| --------- | ---------------------------- | -------------------- | ------ |
| Rode trui | Matthew Brammeier            | Synergy Baku         | 34     |
| 2         | Isaac Bolivar                | Unitedhealthcare     | 31     |
| 3         | Mirsamad Poorseyedigolakhour | Tabriz Petrochemical | 25     |
|           |                              |                      |        |
| 9         | Steven Kruijswijk            | Belkin Pro Cycling   | 12     |

| Plaats     | Naam                         | Ploeg                | Tijd      |
| ---------- | ---------------------------- | -------------------- | --------- |
| Witte trui | Mirsamad Poorseyedigolakhour | Tabriz Petrochemical | 35u07'16" |
| 2          | Vahid Ghaffari               | Tabriz Petrochemical | + 1'27"   |
| 3          | Amir Kolahdozhagh            | Tabriz Petrochemical | + 3'23"   |

| Plaats | Ploeg                | Tijd       |
| ------ | -------------------- | ---------- |
| 1      | MTN-Qhubeka          | 105u24'35" |
| 2      | Tabriz Petrochemical | + 1'38"    |
| 3      | Androni Giocattoli   | + 8'52"    |
|        |                      |            |
| 9      | Belkin Pro Cycling   | + 26'49"   |

## Klassementenverloop
| Etappe       | Winnaar                      | Algemeen klassement ·        | Puntenklassement · | Bergklassement ·  | Beste Aziaat ·               | Ploegenklassement |
| ------------ | ---------------------------- | ---------------------------- | ------------------ | ----------------- | ---------------------------- | ----------------- |
| 1            | Duber Quintero               | Duber Quintero               | Duber Quintero     | Matthew Brammeier | Choon Huat Goh               | Colombia          |
| 2            | Theo Bos                     | Duber Quintero               | Duber Quintero     | Matthew Brammeier | Choon Huat Goh               | Colombia          |
| 3            | Andrea Guardini              | Duber Quintero               | Matthew Brammeier  | Matthew Brammeier | Choon Huat Goh               | Colombia          |
| 4            | Mirsamad Poorseyedigolakhour | Mirsamad Poorseyedigolakhour | Matthew Brammeier  | Matthew Brammeier | Mirsamad Poorseyedigolakhour | MTN-Qhubeka       |
| 5            | Bradley White                | Mirsamad Poorseyedigolakhour | Thomas Rabou       | Matthew Brammeier | Mirsamad Poorseyedigolakhour | MTN-Qhubeka       |
| 6            | Kenny van Hummel             | Mirsamad Poorseyedigolakhour | Thomas Rabou       | Matthew Brammeier | Mirsamad Poorseyedigolakhour | MTN-Qhubeka       |
| 7            | Theo Bos                     | Mirsamad Poorseyedigolakhour | Aidis Kruopis      | Matthew Brammeier | Mirsamad Poorseyedigolakhour | MTN-Qhubeka       |
| 8            | Theo Bos                     | Mirsamad Poorseyedigolakhour | Aidis Kruopis      | Matthew Brammeier | Mirsamad Poorseyedigolakhour | MTN-Qhubeka       |
| 9            | Theo Bos                     | Mirsamad Poorseyedigolakhour | Aidis Kruopis      | Matthew Brammeier | Mirsamad Poorseyedigolakhour | MTN-Qhubeka       |
| 10           | Andrea Guardini              | Mirsamad Poorseyedigolakhour | Aidis Kruopis      | Matthew Brammeier | Mirsamad Poorseyedigolakhour | MTN-Qhubeka       |
| 0Eindstanden | 0Eindstanden                 | Mirsamad Poorseyedigolakhour | Aidis Kruopis      | Matthew Brammeier | Mirsamad Poorseyedigolakhour | MTN-Qhubeka       |

1996 · 
1997 · 
1998 · 
1999 · 
2000 ·
2001 ·
2002 ·
2003 ·
2004 ·
2005 ·
2006 ·
2007 ·
2008 ·
2009 ·
2010 ·
2011 ·
2012 ·
2013 ·
2014 ·
2015 ·
2016 ·
2017 ·
2018 ·
2019 ·
2020 ·
2021 ·
2022 ·
2023 ·
2024 ·
 Japan Cup · 
 Ronde van Hainan · 
 Ronde van het Taihu-meer · 
 Ronde van Dubai · 
 Ronde van Qatar · 
 Ronde van Oman · 
 Ronde van Langkawi · 
 Ronde van Taiwan · 
 Ronde van Japan · 
 Ronde van Korea · 
 Ronde van Iran · 
 Ronde van het Qinghaimeer · 
 Ronde van China I · 
 Ronde van China II · 
 Ronde van Almaty · 
 Japan Cup · 
 Ronde van Hainan · 
 Ronde van het Taihu-meer